# Nature de bouddha
La nature de bouddha est, dans le bouddhisme, le potentiel inhérent à chaque être vivant d'atteindre l'état de bouddha (bouddhéité). Différents termes peuvent correspondre à cette notion, mais deux sont particulièrement importants et parfois employés comme synonymes.
D'une part, Tathāgatagarbha (sanskrit IAST) qui signifie « matrice — ou embryon — (garbha) de l'Ainsi-venu (Tathāgata) » c'est-à-dire d'un bouddha; l'expression a aussi le sens de  graine d'éveil ». Le Tathāgatagarbha  est le germe renfermant la nature essentielle, universelle et immortelle présente en tout être sensible, cause et potentiel de l'atteinte de la bouddhéité. Cette nature de bouddha, notion inconnue du bouddhisme originel dit theravāda, fournit une base théorique à l’élargissement de la pratique aux laïcs - une des caractéristiques du mahāyāna - ainsi qu’à certaines pratiques de méditation visant l’illumination subite, comme le zen ou le dzogchen ; elle a pu également constituer un argument en faveur du végétarisme. 
D'autre part, on trouve aussi le terme sanskrit Buddhadhātu (chinois : foxing ; japonais : busshô) qui signifie « élément de bouddha ». La notion de tathāgatagharba est liée à celle de buddha-dhātu, cette dernière étant considérée par certains[Qui ?] comme un raffinement de la première.

## Concept mahāyāna
Le concept de tathāgatagarbha, qui n’est pas accepté par le courant hīnayāna, a dû au départ lutter pour s’imposer, si l’on en croit l’énergie avec laquelle ses partisans le défendent dans certains sūtras. Il a fini par s'imposer dans les courants mahāyāna / vajrayāna, où il occupe une place très importante. Impliquant l’existence d’une essence ontologique transcendante dont participent tous les êtres, il rappelle le monisme des Vedas (Brahman/atman) qui l’a peut-être inspiré. Les adeptes du bouddhisme theravāda mais aussi le courant du « bouddhisme critique » japonais considèrent que le concept d’absence de soi propre (anatta) ne permet pas d’envisager l’existence d’un soi universel transcendant, et que la déconstruction des douze maillons de la coproduction conditionnée est le seul mécanisme permettant d’aboutir à l’illumination, sans qu’il soit nécessaire de faire appel à une « graine d'éveil ». Ils reprochent aux adeptes du concept de tathāgatagarbha de s’écarter de l’orthodoxie, ce à quoi ceux-ci opposent un certain nombre d’arguments basés sur leur lecture des soutras. Quant à la doctrine de Nichiren, elle assimile la nature de bouddha à l’état bouddha dans la classification des dix mondes (ou dix états de vie inhérents à l’être humain) systématisée par Zhiyi dans ses Commentaires du Sûtra du Lotus et transmise par l’école Tendai, ce qui permet d’affirmer que toute personne du commun peut atteindre la bouddhéité en cette vie-ci. Le débat n’est pas clos.

## Reliques
Le terme buddhadhātu est  aussi largement utilisé au sens de relique de bouddha ou encore de reliquaire pour les cendres. Outre l’influence possible du védisme sur cette notion, le rôle des pèlerinages aux stupas a été discuté. En effet, les termes garbha et dhātu désignent également les reliques qu’ils contiennent et qui leur confèrent leur pouvoir. La notion de la présence d’un embryon de bouddha dans le corps pourrait provenir du fait que corps et stoupa sont souvent mis en parallèle.

## Textes
Les textes principaux exposant cette doctrine sont les soutras Mahayana Mahaparinirvana, Tathāgatagarbha, Śrīmālā, Anunatva-Apurnatva-Nirdesha, Angulimaliya, Mahābherika, le Traité sur l'éveil de la foi dans le Mahāyāna et le recueil Ratna-gotra-vibhāga.
Le Mahayana Mahaparinirvana Sutra décrit la nature de bouddha comme l’être authentique, inconditionné, illimité, éternel, la force vitale jivaka cachée en chacun, que seuls les êtres éveillés perçoivent. Néanmoins, selon ce soutra, certains êtres, nommés icchantikas, « sorte de damnés », ne parviendront pas à l’état de bouddha, car leur mauvais karma est si important qu’il peut empêcher éternellement le germe de se développer. Toutefois, ils peuvent être « mis sur la voie grâce aux expédients salvifiques des bouddhas ». D'autres sutras sont plus « optimistes » et ne mentionnent pas cette restriction.
Le Tathāgatagarbha Sūtra est le seul à représenter l'embryon sous la forme concrète d'un homoncule.
D’autres soutras plus tardifs présentent un syncrétisme entre la notion de tathāgatagarbha et la pensée yogācāra : Lankāvatāra Sūtra , Ghanda-vyuha, Shurangama Sūtra et Mahāvairocana Sūtra. La nature de bouddha y est la sagesse (bodhi) présente au cœur même du monde (Saṃsāra) qui permettra l’illumination immédiate.